# How Can I Be Sure
"How Can I Be Sure" is een nummer van de Amerikaanse band The Young Rascals. Het verscheen op hun album Groovin' uit 1967. Op 28 augustus van dat jaar werd het uitgebracht als de vierde en laatste single van het album. In 1972 zette de Amerikaanse zanger David Cassidy een cover op zijn album Rock Me Baby, die in mei dat jaar uitkwam als single.

## Achtergrond
"How Can I Be Sure" is geschreven door groepsleden Felix Cavaliere en Eddie Brigati en geproduceerd door de gehele band. Waar The Young Rascals normaal gesproken een rockband was, is dit nummer meer popgeoriënteerd. Cavaliere zei hierover: "De enige reden waarom we dapper genoeg waren om dat te doen, was omdat The Beatles dat al deden met 'Michelle' en 'Yesterday'." Cavaliere was al meerdere keren met The Beatles in aanraking gekomen: als lid van Joey Dee & the Starliters ging hij in 1963 al op een Europese tournee met de groep, en tijdens het Beatles-concert in het Shea Stadium op 15 augustus 1965 sonden The Young Rascals in het voorprogramma.
"How Can I Be Sure" klinkt als een cabaretnummer en bevat het geluid van een concertina, waardoor het bewust voelt alsof het in een Frans café kan worden gespeeld. Het is een van de nummers die geïnspireerd is door de vriendin van Cavaliere, die hij ontmoette toen hij 24 jaar was en zij nog op school zat. Ook in de hitsingles "Groovin'" en "A Girl Like You" van hetzelfde album schreef hij over haar. Waar hij in de eerste twee nummers blij is met hun relatie, vraagt hij zich in dit nummer af of zij wel goed bij elkaar passen. De twee verloofden zich korte tijd eerder, maar zij gingen toch uit elkaar omdat Cavaliere haar te jong vond.
"How Can I Be Sure" werd in de versie van The Young Rascals een hit in een aantal landen. In de Amerikaanse Billboard Hot 100 kwam het tot de vierde plaats, terwijl het in Canada een nummer 1-hit werd. Ook in Australië en Nieuw-Zeeland werden de hitlijsten gehaald. In september 1970 bracht de Britse zangeres Dusty Springfield een cover van het nummer uit als single. Voor haar doen was het een flop met een 36e plaats in de UK Singles Chart als hoogste notering. Andere covers werden opgenomen door onder meer Lesley Gore en Michel Pagliaro.
De meest succesvolle versie van "How Can I Be Sure" werd in 1972 door David Cassidy opgenomen voor zijn album Rock Me Baby. Cassidy vertelde over zijn keuze om het te coveren: "Eddie Brigati en Felix Cavaliere waren tijdens mijn tienerjaren twee grote muzikale invloeden. Ik dacht dat The Rascals de beste Amerikaanse popband was. [Dat nummer] bracht zoveel herinneringen uit die tijd terug." Een ander nummer van The Young Rascals, "I've Been Lonely Too Long", verscheen ook op Rock Me Baby. "How Can I Be Sure" werd uitgebracht als single en werd een grote hit. In de Billboard Hot 100 bleef het weliswaar achter met plaats 25 als hoogste notering, maar in de UK Singles Chart en in Ierland werd het een nummer 1-hit. In Nederland kwam de single tot de twaalfde plaats in de Top 40 en de dertiende plaats in de Daverende Dertig.

## Hitnoteringen
Alle hitnoteringen zijn gehaald door de versie van David Cassidy.

### Nederlandse Top 40
| Hitnotering: 21-10-1972 t/m 16-12-1972 | Hitnotering: 21-10-1972 t/m 16-12-1972 | Hitnotering: 21-10-1972 t/m 16-12-1972 | Hitnotering: 21-10-1972 t/m 16-12-1972 | Hitnotering: 21-10-1972 t/m 16-12-1972 | Hitnotering: 21-10-1972 t/m 16-12-1972 | Hitnotering: 21-10-1972 t/m 16-12-1972 | Hitnotering: 21-10-1972 t/m 16-12-1972 | Hitnotering: 21-10-1972 t/m 16-12-1972 | Hitnotering: 21-10-1972 t/m 16-12-1972 | Hitnotering: 21-10-1972 t/m 16-12-1972 |
| Week                                   | 1                                      | 2                                      | 3                                      | 4                                      | 5                                      | 6                                      | 7                                      | 8                                      | 9                                      |                                        |
| -------------------------------------- | -------------------------------------- | -------------------------------------- | -------------------------------------- | -------------------------------------- | -------------------------------------- | -------------------------------------- | -------------------------------------- | -------------------------------------- | -------------------------------------- | -------------------------------------- |
| Nummer                                 | 35                                     | 20                                     | 16                                     | 12                                     | 14                                     | 25                                     | 33                                     | 39                                     | 39                                     | uit                                    |

### Daverende Dertig
| Hitnotering: 21-10-1972 t/m 25-11-1972 | Hitnotering: 21-10-1972 t/m 25-11-1972 | Hitnotering: 21-10-1972 t/m 25-11-1972 | Hitnotering: 21-10-1972 t/m 25-11-1972 | Hitnotering: 21-10-1972 t/m 25-11-1972 | Hitnotering: 21-10-1972 t/m 25-11-1972 | Hitnotering: 21-10-1972 t/m 25-11-1972 | Hitnotering: 21-10-1972 t/m 25-11-1972 |
| Week                                   | 1                                      | 2                                      | 3                                      | 4                                      | 5                                      | 6                                      |                                        |
| -------------------------------------- | -------------------------------------- | -------------------------------------- | -------------------------------------- | -------------------------------------- | -------------------------------------- | -------------------------------------- | -------------------------------------- |
| Nummer                                 | 29                                     | 20                                     | 19                                     | 13                                     | 16                                     | 26                                     | uit                                    |

### NPO Radio 2 Top 2000
| Nummer met noteringen in de NPO Radio 2 Top 2000 | '99  | '00-'01 | '02  | '03  | '04  | '05  | '06  | '07  | '08  | '09  |
| ------------------------------------------------ | ---- | ------- | ---- | ---- | ---- | ---- | ---- | ---- | ---- | ---- |
| How Can I Be Sure                                | 1159 | -       | 1680 | 1837 | 1653 | 1567 | 1525 | 1839 | 1677 | 1947 |

1. ↑  Een '-' betekent dat het nummer niet was genoteerd en een vetgedrukt getal geeft de hoogste notering aan.
2. ↑  Deze tabel is bijgewerkt tot en met de laatste editie (2024).